# Guntung Jaya
Guntung Jaya is een bestuurslaag in het regentschap Ogan Komering Ulu Selatan van de provincie Zuid-Sumatra, Indonesië. Guntung Jaya telt 582 inwoners (volkstelling 2010).